# Mölndal Bandy
Mölndal Bandys historia började 1916 via en bandysektion i fotbollsföreningen Fässbergs Idrottsförening. Idrottsföreningen Fellows (bildad 1924 i Krokslätt) och Fässbergs Vinteridrottsklubb (bildad 1938) hör också till historiken. 1973 slogs de klubbar samman som idag bildar Mölndal Bandy.

## Historik

### Bakgrund och splittring
Bandy i organiserad form startade i Göteborgsområdet 1926, och sporten administrerades de första åren av Göteborgs Fotbollsförbund. Ansvaret övertogs 1929 av nybildade Göteborgs Bandyförbund.
Fässbergs IF (och Fellows) var med i seriespelet från starten. I mitten av 30-talet uppstod en schism inom Fässberg, vilket ledde till att större delen av föreningens bandysektion lämnade för att bilda Fässbergs VIK 1938. Det nya laget startade i lägsta divisionen (4:an). Man spelade sig dock rakt igenom alla serierna för att fyra år senare spela på samma nivå som de båda andra Mölndalsklubbarna.

### Sammanslagningar och bana i Åby
I slutet på 60-talet uppstod hos både Fässbergs IF och Fässbergs VIK en akut brist på såväl spelare, ledare som pengar. Som lösning planerades på båda håll en sammanslagning. Försök att också få med Fellows gjordes, men de var inte intresserade.
1969 genomfördes sammanslagningen genom att bilda Fässbergs Bandyklubb, och därmed försvann Fässbergs VIK och Fässbergs IF:s bandyverksamheter. 1973 anmälde också Fellows att de ville vara med och därmed bildades Fässberg/Fellows Bandyklubb. Den nya föreningen etablerade sig snabbt i näst högsta serien, som då hette Division 2.
1976 flyttade klubben sin matchverksamhet till den nybyggda bandyarenan vid Åby Isstadion.

### 1970- till tidigt 2000-tal
1978/1979 gjordes klubbens dittills bästa prestationen då laget kvalspelade upp till högsta serien Division 1 Södra. Avancemanget misslyckades med ett måls marginal. 

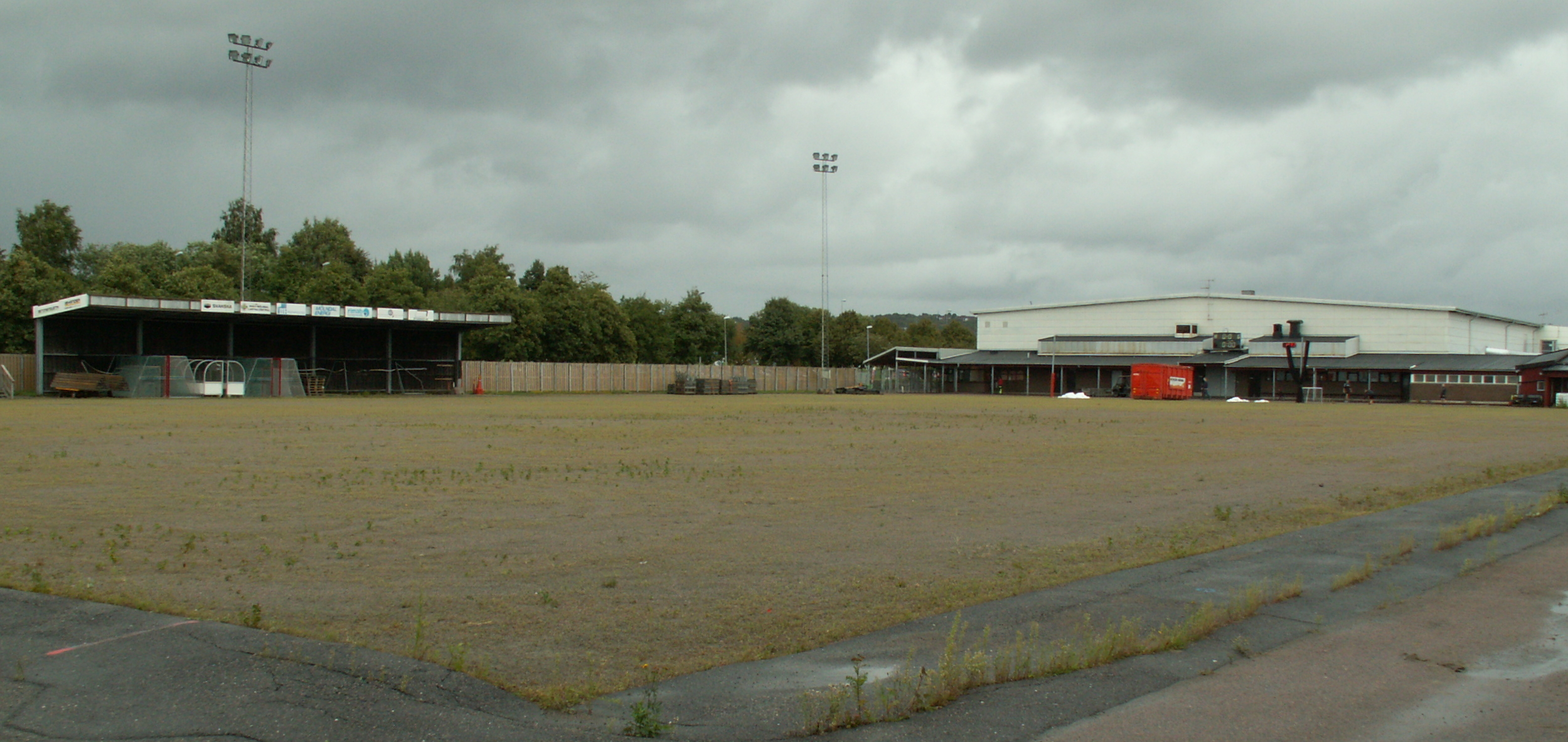
Sedan 1976 spelar klubben sina matcher på bandybanan (på denna septemberbild dock ospolad) i Åby.

1984 anordnade klubben sin första cup för ungdomar. Cupen bytte namn efter huvudsponsorn..
1991 ändrade klubben namn till Mölndal Bandy, för att tydliggöra var klubben hör hemma.
Från 80-talet och fram till mitten av 00-talet pendlade laget mellan Division 1 och 2.

### Senare år
2005/2006 slutade herrlaget trea av tio lag i Division 2 Västra Götaland..
2006/2007 vann herrlaget Division 2 Västra Götaland och kvalade sedan upp till Division 1 (kommande Allsvenskan). Laget vann förkvalet på målskillnad mot Nävelsjö SK men förlorade därefter samtliga fyra matcher i kvalet.
Inför säsongen 2007/2008 förändrades seriepyramiden, när Elitserien skapades som högsta serie ovanför Allsvenskan. Herrlaget slutade det året som femma av tio lag i till namnet nya Division 1 Västra Götaland.
2008/2009 slutade herrlaget trea av nio lag i Division 1 Västra Götaland.. 2009/2010 blev herrlaget sexa av tio lag i Division 1 Södra..
Inför säsongen 2010/2011 gick dam- och herrspelarna i Kållered SK:s bandysektion över till Mölndal Bandy.. Herrlaget vann det året Division 1 Västra (med totalt 10 lag) och direktkvalificerade sig för spel i Allsvenskan Södra. Damlaget slutade sist (av 6 lag) i Division 1 Södra, men det flyttades inte ner eftersom Division 1 var både näst högsta och lägsta serie på damsidan.
2011/2012 spelade båda representationslagen i Sveriges näst högsta bandyserier. Herrlaget slutade sjua av 11 lag, som nykomlingar i Allsvenskan Södra.. Damlaget slutade på fjärde plats (av 7) i Division 1 Södra.
2019/2020 vann damlaget Allsvenskan Södra . Efter seger i kvalet mot Söråkers IF där matcherna slutade 4-0 samt 1-1 spelar laget i elitserien säsongen 2020/2021 .